# Pappelholz
Als Pappelholz wird das Holz verschiedener Arten der Pappeln (Gattung Populus) bezeichnet, die als Nutzhölzer verwendet werden. Die Pappeln sind eine Gattung von sommergrünen Laubbäumen. Sie sind die raschwüchsigsten einheimischen Baumarten und bereits nach 30 bis 50 Jahren ausgereift. Pappelholz stammt meist von Kultursorten, die durch Züchtung aus verschiedenen Pappelarten hervorgegangen sind. Zunehmend wird Pappelholz nicht nur im Forst, sondern auch in Kurzumtriebsplantagen erzeugt.
Etwa 1 % der in Deutschland jährlich eingeschlagenen Holzmenge ist Pappelholz. Aus Pappelholz wird vor allem Rund- und Schnittholz hergestellt. Zudem wird es als Brennholz genutzt. In Deutschland werden etwa 40 % des Pappelholzes zu Spanplatten und Spanholzformteilen verarbeitet, der Rest wird als Brennholz u. a. für die Herstellung von Holzpellets und Hackschnitzeln verwendet.
Nach alter DIN 4076 war das Kurzzeichen für alle Pappelarten mit Ausnahme der Zitterpappel „PA“, die Zitter-Pappel hat das Kurzzeichen „AS“ für Aspe. Die Norm DIN 4076 wurde durch DIN EN 13556 ersetzt, welche neue Kurzzeichen einführte.

## Herkunft
Die Pappeln sind eine Gattung von sommergrünen Laubbäumen, die in fünf Sektionen unterteilt ist. Arten aus drei der fünf Sektionen sind zur Erzeugung von Nutzholz von Bedeutung. In Mitteleuropa sind drei Pappelarten heimisch, die Schwarz-Pappel (Populus nigra) aus der Sektion der Schwarzpappeln (Aigeiros), die Weiß-Pappel (Populus alba) und die Zitter-Pappel (Populus tremula), auch Aspe oder Espe genannt, beide aus der Sektion der Weiß-Pappeln (Populus). Ebenfalls heimisch ist die Grau-Pappel (Populus × canescens), eine natürliche Kreuzung aus Zitter-Pappel und Weiß-Pappel, und die Säulen-Pappel (Populus nigra var. italica), eine Varietät der Schwarz-Pappel. Pappelholz stammt meist von sogenannten Wirtschaftspappeln, dies sind Kultursorten, die durch Kreuzung und Selektion aus den zuvor genannten Arten hervorgehen. Als Kreuzungspartner dienen auch Pappelarten aus Nordamerika und Asien aus den Sektionen der Schwarz-Pappeln, der Weiß-Pappeln und der Balsampappeln (Tacamahaca). Früher hatten die Schwarz-Pappeln die größte wirtschaftliche Bedeutung, sie wurden inzwischen von den Balsam-Pappeln abgelöst. Im Handel sind amerikanische Pappelarten Cottonwood Kanadische Schwarz-Pappel (Populus deltoides) oder Black Cottonwood Westliche Balsam-Pappel (Populus trichocarpa), Aspen Amerikanische Zitterpappel (Populus tremuloides) sowie Swamp Cottonwood (Populus heterophylla).
Pappeln sind die raschwüchsigsten der einheimischen Baumarten, sie sind bereits nach 30 bis 50 Jahren ausgereift. Ein Pappelbestand zeigt pro Jahr und Hektar einen Zuwachs von 10 bis 15 Festmeter Holz, auf besten Standorten auch 20 Festmeter. Zum Vergleich: Buchen schaffen an guten Standorten einen Zuwachs von 6 bis 8 Festmetern. Jährlich werden in Deutschland etwa 350.000 bis 400.000 Festmeter Pappelholz eingeschlagen, was etwa 1 % der gesamten eingeschlagenen Holzmenge entspricht.

## Aussehen

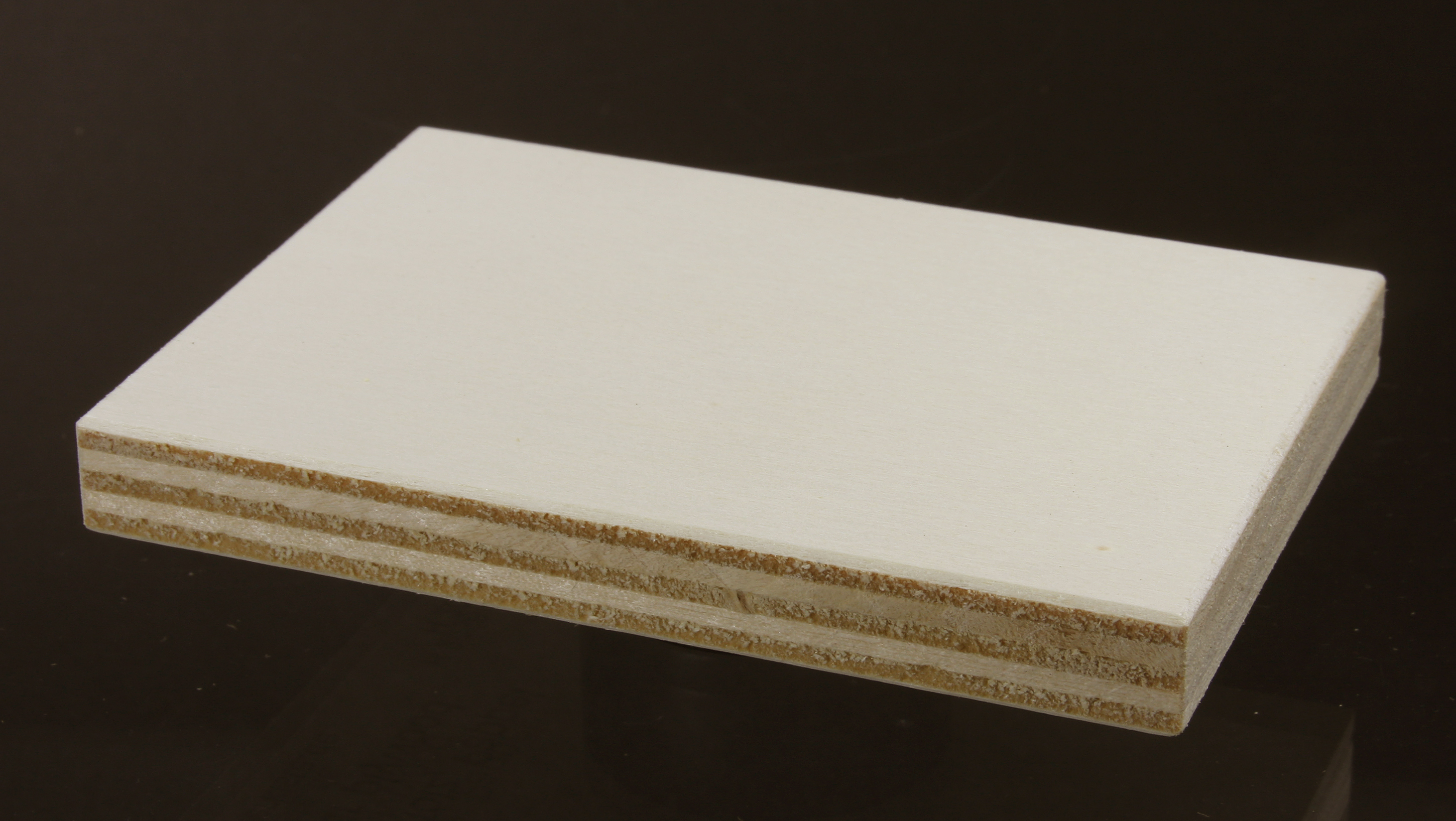
Pappel-Sperrholz

Pappelholz ist ein helles, weißliches, rötlichbraunes bis bräunliches, zerstreutporiges Laubholz. Die Gefäße werden durch das ganze Jahr sehr gleichmäßig gebildet. Früh- und Spätholz ähneln sich, das Holz ist daher gleichmäßig aufgebaut. Trotzdem sind deutlich Jahresringe erkennbar, da das Spätholz zu den Jahresringgrenzen ein schmales dichteres Band bildet. Bei den Pappeln sind Splintholz und Kernholz deutlich getrennt, eine Ausnahme bildet die Zitter-Pappel, die zu den Splintholzbäumen gezählt wird. Das Kernholz der Schwarz-Pappel und ihrer Hybriden ist im frischen Zustand hellbraun bis hell grünlichbraun, es wird beim Trocknen schwach rotbraun und gleicht sich der Farbe des Splintholzes an. Das Holz der Zitter-Pappel ist schmutzigweiß bis gelblich weiß, das Kernholz der Weiß-Pappel und der Grau-Pappel ist dunkel, rötlichgelb bis gelblichbraun. Das Splintholz der Arten ähnelt dem der Zitter-Pappel und ist von weißlicher Farbe.

## Eigenschaften
Das Holz der verschiedenen Pappelarten hat sehr ähnliche Eigenschaften, und es wird üblicherweise nicht zwischen den Arten unterschieden. Eine Ausnahme bildet die Zitter-Pappel wegen der fehlenden Kernfärbung und der etwas höheren Rohdichte. Das Holz der Pappeln ist sehr weich und gehört mit einer Rohdichte von 400 bis 500 kg/m3 bei einer Holzfeuchte von 12 bis 15 % zu den leichtesten mitteleuropäischen Laubholzarten und weist entsprechend geringe absolute Festigkeitswerte auf. Bezogen auf die Masse des Holzes kann die Festigkeit aber mit anderen Holzarten mithalten. Das Holz gilt als splitterfest und verglichen mit anderen Laubhölzern als leicht spaltbar. Durch Faserverfilzung an der Holzoberfläche und an den Reibflächen ist auch der Widerstand gegen Abnutzung hoch.
Das Holz ist wenig witterungsbeständig und zeigt unter Wasser nur eine geringe Beständigkeit. Frisch weist es einen hohen Feuchtigkeitsgehalt auf. Bei Schwarz- und Balsam-Pappeln ist die Feuchtigkeit des Kernholzes deutlich höher als die des Splintholzes, bei Weiß-Pappeln in etwa gleich, was bei der Trocknung berücksichtigt werden muss. Beim Trocknen neigt es nicht zum Reißen oder Werfen, braucht jedoch lange, bis die Gebrauchsfeuchtigkeit erreicht ist.
Das Holz kann gut mit scharfen Werkzeugen bearbeitet werden, es lässt sich gut sägen, fräsen, schälen und messern. Frisches Holz ist leichter zu bearbeiten als trockenes, da filzige Sägespäne zu starker Reibung und Erhitzung der Sägeblätter führen. Breitringiges Holz lässt sich meist weniger glatt aufbereiten. Es lässt sich gut verleimen und befriedigend nageln. Die Oberflächenbehandlung ist problemlos, es lässt sich gut beizen, aber weniger gut polieren.

## Verwendung

### Stoffliche Verwendung
Bis heute wird Pappelholz, aufgrund seiner hohen Belastbarkeit, guten Verarbeitungsmöglichkeiten und nicht zuletzt wegen seines relativ geringen Gewichts, neben Abachi als bevorzugtes Holz in der Prothetik eingesetzt. Sowohl Fertigpassteile, wie Kniebauteile, als auch Oberschenkelprothesenrohlinge werden aus Pappel gefertigt. Die Holzprothese wird aber mehr und mehr durch technische Kunststoffe ersetzt.

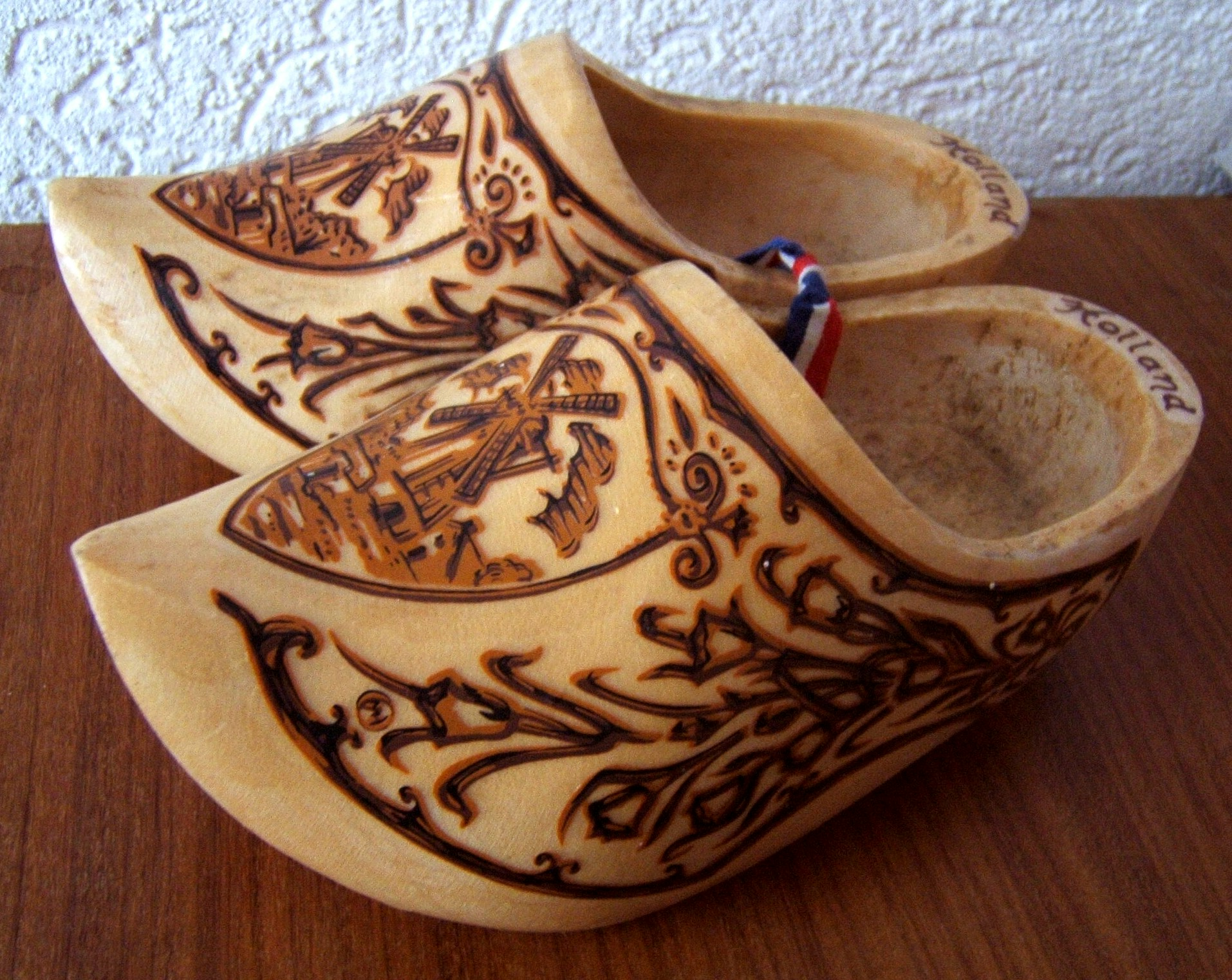
Holzschuhe wurden in den Niederlanden meist aus Pappelholz gefertigt

Das Holz der Pappeln wird vor allem als Rund-, Industrie- und Schnittholz, zudem werden erhebliche Mengen energetisch verwertet (als biogener Brennstoff unter anderem in Heizwerken).
In Deutschland werden etwa 40 % des Pappelholzes zu Spanplatten und Spanholzformteilen verarbeitet. Der mit Abstand wichtigste Verbraucher von Schälfurnieren aus Pappelholz, insbesondere der Art Espe, ist die Zündholzindustrie, die es zur Herstellung von Streichholzschäften verwendet. Außerdem werden aus Schälfurnier der Pappel Sperrholz, Schichtholz für gebogene Formteile, Spankörbe für Obst und Gemüse und Geschenkverpackungen (Spanschachtel) und seit 1994 Gär- und Backformen für Backwaren produziert. Auch Messerfurnier wird aus Pappelholz hergestellt.
Etwa ein Viertel des in Deutschland hergestellten Holzes wird zu Schnittholz weiterverarbeitet. Es wird in der Schuhindustrie, aber auch zur Herstellung von Sitz- und Liegebänken in Saunabauten verwendet. Weiters wird es zu Paletten und Kisten weiterverarbeitet.
Aus Pappelholz wird eine Spezialholzkohle hergestellt, die für Zeichenzubehör und in der chemischen Industrie Verwendung findet. Das Holz wird auch zu Zeichenbrettern, Haushaltsgeräten, Zahnstochern und Schneeschaufeln weiterverarbeitet. Es eignet sich auch gut zur Fertigung von Faserplatten und zur Erzeugung von Zellstoff und Papier. Weiters wird Pappel zu Holzwolle und Holzwolleplatten verarbeitet.
In früheren Zeiten wurde Pappelholz zur Herstellung der Holzpantinen oder Holzklompen verwendet, da das Holz billig, leicht und unempfindlich ist. Aus dem frischen oder feucht gehaltenen Holz wurden in Handarbeit die berühmten „Holländerschuhe“ geschnitzt. Im Emsland und im Münsterland wird Pappelholz auch für Außenverkleidungen, Giebelverschalungen und andere Verbretterungen eingesetzt.
Des Weiteren findet Pappelholz bei den Stihl Timbersports als Wettkampfholz bei den Axt- und Sägewettbewerben Verwendung.

### Energetische Verwendung
Der Brennwert von Pappelholz liegt mit 19,8 MJ/kg zwischen dem von Fichten- und Buchenholz. Aufgrund der geringen Dichte ist die Energieausbeute des Holzes bezogen auf das Holzvolumen (z. B. pro Ster oder pro Schüttraummeter) geringer als die anderer Brennhölzer.
Neben Weiden stellen Pappeln als schnellwachsende Baumsorten die wichtigsten Baumarten für den Anbau in Kurzumtriebsplantagen dar. Bei Pappelholz aus Plantagen, das bereits nach wenigen Jahren geerntet wird, beträgt der Ascheanteil mit 1,8 % rund das Dreifache von Fichtenholz aus dem Forst.

## Nachweise